# Jogos do Extremo Oriente de 1934
Os Jogos do Extremo Oriente de 1934 foram a décima e última edição do evento multiesportivo, que ocorreu em Manila, nas Filipinas. O Japão venceu esta edição.

## Participantes
Quatro países participaram do evento:
- China
- Filipinas
- Índias Orientais Neerlandesas
- Japão